# Puisenval
Puisenval är en kommun i departementet Seine-Maritime i regionen Normandie i norra Frankrike. Kommunen ligger i kantonen Londinières som tillhör arrondissementet Dieppe. År 2022 hade Puisenval 31 invånare.

## Befolkningsutveckling
Antalet invånare i kommunen Puisenval
| Referens: INSEE |